# Azlocilina
La azlocilina es el nombre de un antibiótico derivado acilo de la ampicilina con una espectro de actividad extendido y una mayor potencia experimental que las penicilinas carboxílicas. La azlocilina es muy similar en su estructura a la mezlocilina y la piperacilina. En su acción antibacteriana, muestra actividad en contra de un amplio espectro de bacterias, incluyendo la Pseudomonas aeruginosa y, a diferencia de la mayoría de las cefalosporinas, exhibe actividad en contra de los enterococos. La combinación terapéutica de la azlocilina con la amikacina tiene efectividad elevada en neonatos con sepsis causada por estafilococos multiresistentes a otros antibióticos.